# Túnel d'Escarra
El túnel de Escarra se situa en la carretera autonòmica aragonesa A-136, que cobreix el recorregut Biescas-Pau pel port del Portalet, concretament en el P.K. 13,837 d'aquesta via, uns metres al nord de la localitat de Escarrilla i entre els embassaments hidroelèctrics de Búbal i Lanuza.
El túnel va estar tancat de maig a agost de 2008 per fer-hi obres d'impermeabilització i il·luminació.
Amb 525 metres, és el 14è túnel carreter d'Aragó per longitud i el 2n (Després del Bielsa-Aragnouet) de titularitat autonòmica.